# Santiago de Macha
Santiago de Macha o Macha es una localidad de Bolivia, en las tierras altas del país. Administrativamente se encuentra en el municipio de Colquechaca de la provincia de Chayanta en el departamento de Potosí. La mayoría de los adultos jóvenes trabaja en el extranjero, y el mercado de la aldea abre solo los domingos. La principal actividad económica de Macha es la agricultura de subsistencia.
Cada 3 de mayo, Santiago de Macha acoge la fiesta religiosa de Tinku, un ritual aymará que consiste en un primer desafío de lucha entre dos grupos rivales.

## Eventos históricos
El líder rebelde Túpac Katari nació en Macha en 1750. Entre octubre y noviembre de 1813, la ciudad fue cuartel general del Ejército del Norte, comandado por el general Manuel Belgrano durante la guerra de independencia contra el dominio español. Dos banderas usadas por  Belgrano, fueron encontradas más de 70 años después en la iglesia de Titiri.